# Cecil (Ohio)
Cecil és una vila dels Estats Units a l'estat d'Ohio. Segons el cens del 2000 tenia 216 habitants.

## Demografia
Segons el cens del 2000, Cecil tenia 216 habitants, 77 habitatges, i 48 famílies. La densitat de població era de 56,7 habitants per km².
Dels 77 habitatges en un 29,9% hi vivien nens de menys de 18 anys, en un 44,2% hi vivien parelles casades, en un 10,4% dones solteres, i en un 36,4% no eren unitats familiars. En el 29,9% dels habitatges hi vivien persones soles el 7,8% de les quals corresponia a persones de 65 anys o més que vivien soles. El nombre mitjà de persones vivint en cada habitatge era de 2,81 i el nombre mitjà de persones que vivien en cada família era de 3,35.
Per edats la població es repartia de la següent manera: un 29,6% tenia menys de 18 anys, un 6,9% entre 18 i 24, un 30,6% entre 25 i 44, un 22,7% de 45 a 60 i un 10,2% 65 anys o més.
L'edat mediana era de 36 anys. Per cada 100 dones de 18 o més anys hi havia 133,8 homes.
La renda mediana per habitatge era de 28.393 $ i la renda mediana per família de 28.000 $. Els homes tenien una renda mediana de 28.333 $ mentre que les dones 11.667 $. La renda per capita de la població era de 12.687 $. Aproximadament el 20% de les famílies i el 23,4% de la població estaven per davall del llindar de pobresa.

## Poblacions properes
El següent diagrama mostra les poblacions més properes.